# MTV Mittelnkirchen
Der MTV Mittelnkirchen (offiziell: Männerturnverein Mittelnkirchen von 1881 e. V.) ist ein deutscher Sportverein aus dem niedersächsischen Dorf Mittelnkirchen. Er wurde im Jahr 1881 gegründet. Der Verein zählt heute laut eigenen Angaben circa 900 Mitglieder und zählt somit zu den größten Vereinen der Samtgemeinde Lühe. Der Verein bietet verschiedene Sportarten aus dem Individual- und Teamsportbereich an. Dazu zählen unter anderem Floorball, Volleyball, Badminton, Walken oder Steparobic.

## Floorball
Sportliches Aushängeschild des Vereins ist die Floorballabteilung. Die erste Mannschaft spielte in der Saison 2010/11 in einer Spielgemeinschaft mit dem VfL Stade in der 2. Bundesliga. Diese stieg nach der Saison 2013/14 wieder in die Regionalliga ab. Im Jahre 2022 gelang der nunmehr als MTV Mittelnkirchen auflaufenden Mannschaft der Wiederaufstieg.
Im Nachwuchsbereich wurde der MTV Mittelnkirchen im Jahre 2008 deutscher Meister in der Altersklasse U-15-Kleinfeld und 2012 in der Altersklasse U-17-Kleinfeld. Mit Alena Holst brachte der Verein eine spätere deutsche Nationalspielerin hervor.